# RegioTriRhena
Vous pouvez aider à l'améliorer ou bien discuter des problèmes sur sa page de discussion.
- Il ne cite pas suffisamment ses sources. Vous pouvez indiquer les passages à sourcer avec {{référence nécessaire}} ou {{Référence souhaitée}}, et inclure les références utiles en les liant aux notes de bas de page. (Marqué depuis mars 2024)
- Certaines informations devraient être mieux reliées aux sources mentionnées dans la bibliographie ou les liens externes. Améliorez sa vérifiabilité en les associant par des références. (Marqué depuis mars 2024)

- Archive Wikiwix
- Bing
- Cairn
- DuckDuckGo
- E. Universalis
- Gallica
- Google
- G. Books
- G. News
- G. Scholar
- Persée
- Qwant
- (zh) Baidu
- (ru) Yandex
- (wd) trouver des œuvres sur Wikidata

RegioTriRhena est une plate-forme trinationale de coopération politique dans la région du sud du Rhin Supérieur dont le périmètre englobe les agglomérations de Colmar, Fribourg-en-Brisgau, Mulhouse, Lörrach et Bâle. Il regroupe des villes, des groupements de communes et autres collectivités territoriales, mais aussi des organismes économiques, des établissements d'enseignement supérieur, ainsi que des associations.

## Histoire
Le conseil RegioTriRhena a été créé en 1995 à l’initiative des trois associations Regio Basiliensis, Regio du Haut-Rhin et RegioGesellschaft Schwarzwald-Oberrhein et constitué en association de droit allemand en 2003.

## Organisation
Chaque délégation nationale se compose de 25 membres au maximum, soit 75 membres en tout pour le conseil. Ces derniers assurent les activités du conseil et son financement. Les organes du conseil RegioTriRhena sont l’assemblée générale ou plénière (qui se tient 2 fois par an), le comité directeur composé de 15 membres (5 par pays) et le directoire composé du Président et de deux Vice-Présidents, élus pour deux ans. Le Secrétariat Général est assuré par les Secrétaires Généraux des trois associations Regio ainsi que le Secrétaire du conseil.

## Délégation
- Directoire
  - Ville de Lörrach
  - Ville de Mulhouse
  - Canton de Bâle-Ville

- Comité Directeur du nord-ouest suisse
  - Chambre de commerce des deux Bâle
  - Canton Bâle-Campagne
  - RegioBasiliensis
  - Conférence de faubourg de Bâle-Campagne et Allschwil

- Comité Directeur sud badois
  - Association patronale
  - Arrondissement de Fribourg / RegioGesellschaft Forêt-Noire-Haut-Rhin
  - Arrondissement de Lörrach

- Comité Directeur haut-rhinois
  - Université de Haute Alsace
  - Conseil Général du Haut-Rhin
  - Communauté de Communes Porte de France Rhin Sud
  - Ville de Colmar

- Observateurs étatiques
  - Préfecture du Haut-Rhin
  - Conseil régional de Fribourg

## Chiffres
L'espace européen s'étend sur environ 8 700 km2 et comprend 2,3 millions d'habitants. On observe plus de 40 % de travailleurs frontaliers aux alentours de l'ETB (Eurodistrict Trinational de Bâle) majoritairement bilingues allemand-français du côté alsacien. L'eurorégion a déjà favorisé de nombreux grands projets tels que l'aéroport de Bâle-Mulhouse-Fribourg. D'autres projets orientés vers des objectifs non lucratifs ont été élaborés dans l’idée du développement durable, pour la conservation et l’amélioration de la qualité de vie, la conservation de l’héritage historique et culturel, la formation professionnelle et universitaire dans le but d'une coopération européenne toujours plus dynamique. Sont également organisés par l'eurorégion des foires, des salons, des congrès et des conférences, afin de renseigner et d'impliquer d'éventuels investisseurs, partenaires, chercheurs d'emplois, consommateurs ou de simples civils dans l'activité des associations et des entreprises participantes.

## Tourisme TriRhena
Tourism TriRhena est un projet touristique trinational réalisé par Bâle et le canton de Bâle-Campagne (Suisse), Colmar et Mulhouse (France), Fribourg-en-Brisgau (Allemagne) et l'EuroAirport Bâle-Mulhouse-Fribourg-en-Brisgau.
Pendant 15 ans les bureaux de tourisme de Bâle, Colmar, Mulhouse et Fribourg ont coopéré activement avec l'EuroAirport Bâle-Mulhouse-Fribourg. Dans le cadre du programme de promotion transnationale Interreg II, sont produites les premières publications publicitaires conjointes. En 2005, est né le portail touristique http://www.tourismtrirhena.com, fruit du projet "Le portail touristique pour la Regio TriRhena". Ce projet, dans lequel Bâle-Campagne a été admis comme membre, est promu par l'Union européenne au moyen du programme Interreg III. Le projet est cofinancé par l'Union européenne et la Confédération suisse.
Le but de ce projet est de promouvoir le tourisme dans la région frontalière, tant au niveau naturel, culturel, gastronomique, etc. L'offre touristique du Regio présente beaucoup de caractéristiques communes, ainsi que des éléments parfaitement complémentaires, comme le riche patrimoine culturel et les importants musées (musées techniques de Mulhouse et le Musée d'Art de Bâle), des coutumes et des traditions (marchés de Noël et carnavals), des centres historiques parfaitement conservés (Colmar), des paysages (canton de Bâle-Campagne), un climat, une gastronomie et des vins, etc.